# Chorizagrotis pamiricola
Chorizagrotis pamiricola là một loài bướm đêm trong họ Noctuidae.